# Vi Văn Sơn
Vi Văn Sơn (sinh ngày 15 tháng 9 năm 1973, người Thái) là Đại biểu Quốc hội nước Cộng hòa xã hội chủ nghĩa Việt Nam. Ông hiện là Tỉnh ủy viên, Trưởng Ban Dân tộc tỉnh Nghệ An, Đại biểu Quốc hội khóa XV từ Nghệ An. Ông từng là Phó Bí thư Huyện ủy, Chủ tịch Ủy ban nhân dân huyện Con Cuông, Nghệ An.
Vi Văn Sơn là đảng viên Đảng Cộng sản Việt Nam, học vị Cử nhân Luật, Tiến sĩ Lý luận và lịch sử nhà nước và pháp luật, Cao cấp lý luận chính trị. Ông có sự nghiệp đều công tác ở quê nhà Nghệ An.

## Xuất thân và giáo dục
Vi Văn Sơn sinh ngày 15 tháng 9 năm 1973 tại xã Môn Sơn, huyện Con Cuông, tỉnh Nghệ An. Ông là người dân tộc Thái, lớn lên và tốt nghiệp phổ thông ở Con Cuông, học đại học và tốt nghiệp Cử nhân Luật. Ông tiếp tục học cao học, rồi là nghiên cứu sinh ở Học viện Chính trị Quốc gia Hồ Chí Minh, bảo vệ thành công luận án tiến sĩ đề tài "Luật tục người Thái và sự vận dụng trong quản lý nhà nước đối với cộng đồng người Thái ở các tỉnh Bắc Trung Bộ Việt Nam", trở thành Tiến sĩ Luật chuyên ngành Lý luận và lịch sử nhà nước và pháp luật vào năm 2015. Ông được kết nạp Đảng Cộng sản Việt Nam vào ngày 25 tháng 6 năm 1996, trở thành đảng viên chính thức sau đó 1 năm, từng theo học các khóa chính trị cũng ở Học viện Chính trị Quốc gia Hồ Chí Minh và tốt nghiệp Cao cấp lý luận chính trị.

## Sự nghiệp
Tháng 12 năm 1993, Vi Văn Sơn bắt đầu sự nghiệp ở vị trí Cán bộ Thanh tra huyện Con Cuông, tỉnh Nghệ An, đồng thời là Chi ủy viên Chi bộ Thanh tra – Tư pháp huyện, Ủy viên Ban Chấp hành Đảng bộ Cơ quan Chính quyền huyện. Ông tham gia công tác Đoàn Thanh niên Cộng sản Hồ Chí Minh, là Phó Bí thư, Bí thư Chi đoàn Cơ quan Chính quyền huyện. Tháng 9 năm 1998, ông là Thanh tra viên của Thanh tra huyện Con Cuông, Bí thư Chi bộ Thanh tra – Tư pháp, Tổ trưởng Tổ Công đoàn, sau đó thăng chức Phó Chánh Thanh tra huyện từ tháng 6 năm 2000. Tháng 7 năm 2003, ông được bổ nhiệm làm Chánh Văn phòng Huyện ủy Con Cuông, được bầu vào Ban Chấp hành Đảng bộ huyện từ tháng 1 năm 2004. Sang tháng 8 năm 2010, ông nhậm chức Phó Bí thư thường trực Huyện ủy Con Cuông, đồng thời là Bí thư Chi bộ Cơ quan Huyện ủy, Bí thư Đảng bộ Cơ quan Đảng, Đoàn thể huyện, và là Đại biểu Hội đồng nhân dân huyện, Phó Chủ tịch Mặt trận Tổ quốc huyện ở cương vị không chuyên trách. Giữ cương vị này 1 nhiệm kỳ, đến tháng 8 năm 2015, ông nhậm chức Phó Bí thư Huyện ủy, Chủ tịch Ủy ban nhân dân huyện Con Cuông, Đại biểu Hội đồng nhân dân tỉnh Nghệ An nhiệm kỳ 2016–2021.
Tháng 10 năm 2020, tại Đại hội Đảng bộ tỉnh Nghệ An lần thứ XIX, nhiệm kỳ 2020–2025, Vi Văn Sơn được bầu làm Ủy viên Ban Chấp hành Đảng bộ tỉnh, rồi được bổ nhiệm làm Trưởng Ban Dân tộc tỉnh Nghệ An. Ông giữ chức vụ này kế nhiệm Lương Thanh Hải bị cách chức bởi phạm tội "thiếu trách nhiệm gây hậu quả nghiêm trọng". Năm 2021, với sự giới thiệu của Ủy ban Trung ương Mặt trận Tổ quốc Việt Nam tỉnh, ông tham gia ứng cử đại biểu Quốc hội từ Nghệ An, thuộc đơn vị bầu cử số 2 gồm thị xã Thái Hòa, huyện Quế Phong, Quỳ Châu, Quỳ Hợp, Nghĩa Đàn, Tân Kỳ, rồi trúng cử Đại biểu Quốc hội khóa XV với tỷ lệ 92,03%.